# Intoxicação por cianeto

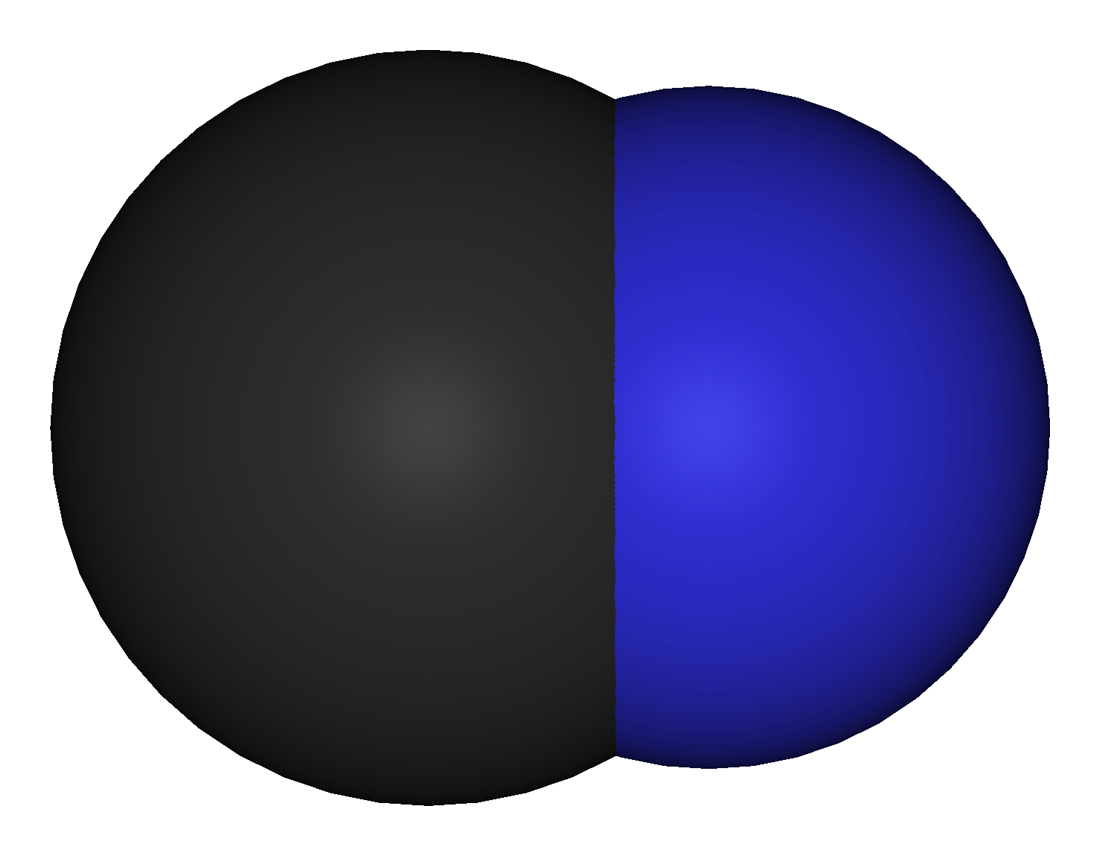
Íon de cianeto

Intoxicação por cianeto ou envenenamento por cianeto é o envenenamento que resulta da exposição a uma série de formas de cianeto. Os primeiros sintomas incluem dor de cabeça, tonturas, ritmo cardíaco acelerado, falta de ar e vômitos. Isto pode ser seguido por convulsões, batimentos cardíacos lentos, pressão arterial baixa, perda de consciência e parada cardíaca. O início dos sintomas é geralmente dentro de alguns minutos. Se uma pessoa sobrevive, pode vir a ter problemas neurológicos no longo prazo.
Compostos de cianeto tóxicos incluem o gás cianeto de hidrogénio e diversos sais de cianeto. O envenenamento é relativamente comum ao respirar a fumaça de um incêndio em casa. Outras rotas potenciais de exposição incluem postos de trabalho envolvidos com metal de polimento, determinados inseticidas, os medicamentos com nitroprussiato, e algumas sementes, como as de maçãs e damascos. Formas líquidas de cianeto podem ser absorvidas através da pele. Íons de cianeto interferem na respiração celular, impedindo os tecidos do corpo de utilizarem o oxigênio.
O diagnóstico é muitas vezes difícil. Pode ser suspeito em uma pessoa depois de um incêndio em casa que apresente uma diminuição do nível de consciência, pressão arterial baixa, ou alta do lactato sanguíneo. O nível de cianeto no sangue pode ser medido, mas que tomam tempo. Níveis de 0,5–1 mg/L são suaves, 1-2 mg/L são moderados, 2-3 mg/L são graves, e maior do que 3 mg/L, geralmente, resultar em morte.
Se houver suspeita de exposição, a pessoa deve ser removida a partir da fonte de exposição e descontaminada. O tratamento envolve terapia de apoio e de dar à pessoa oxigênio a 100%. Hidroxocobalamina (vitamina B12uma) parece ser útil como antídoto e, geralmente, é a primeira ação, porém antídotos como Hidroxocobalamina estão quase sempre indisponiveis, devido a falta de produção, interesse comercial e importação. A solução de tiossulfato de Sódio também pode ser dada. Historicamente, o cianeto tem sido usado para suicídio em massa e pelos Nazistas para o genocídio.

## Causa
O envenenamento é geralmente pelo fumo de um incêndio. Outros vias de exposição incluem trabalhos com polimento, alguns inseticidas, medicamentos como nitroprussiato, e algumas sementes, como as de maçãs e damascos. Líquidos com cianeto podem ser absorvidos através da pele. O cianeto interfere com a respiração celular, impedindo os tecidos do corpo de utilizar oxigénio.

## Sinais e sintomas
Agudos
Em doses mais baixas, a perda de consciência é precedida de fraqueza geral, dores de cabeça, vertigem, confusão e dificuldade para respirar. A pele fica rosada e depois se torna violeta. Quando o cianeto for inalado, pode causar coma com convulsões, apneia e parada cardíaca em uma questão de segundos. Doses maiores que 1.5 mg/kg de peso costumam ser fatais.
Crónicos
Pequenas doses por longos períodos, por exemplo, pelo consumo de casca de mandioca ou por exposição a pesticidas, pode causar fraqueza, paralisia permanente, transtornos sensitivos, hipotireoidismo, insuficiência renal e abortos espontâneos.

## Diagnóstico
O diagnóstico é muitas vezes difícil. Pode ser inferido numa pessoa exposta a um incêndio que tem uma alteração da consciência, pressão arterial baixa ou elevado lactato sanguíneo. Os níveis sanguíneos de cianeto de 0,5–1 mg/L indicam intoxicação leve; 1–2 mg/L intoxicação moderada, 2–3 mg/L intoxicação grave, e maior do que 3 mg/L geralmente resulta fatal.

## Tratamento
Se a exposição for suspeita, a pessoa deve ser removida da fonte de exposição e descontaminada. O tratamento envolve medidas de apoio e oxigênio a 100% em alta pressão (oxigênio hiperbárico). Hidroxocobalamina (vitamina B12) é um importante antídoto muito usado como primeira linha, pois forma cianocobalamina que é inofensiva e facilmente excretada. Nos EUA usam uma pequena dose inalada de nitrito de amilo, depois nitrito de sódio intravenoso seguido de tiossulfato de sódio também intravenoso.

## História
Historicamente, o cianeto foi muito usado para suicídio, assassinatos e genocídio.